# Zoran Jovanović
Zoran Jovanović, född 25 september 1986 i Västra Skrävlinge församling, Malmö, är en svensk fotbollsspelare som spelar för Heleneholms SK. Han spelar främst som offensiv mittfältare. 
Jovanović kvaliteter finns framförallt i god teknik och stor passningsskicklighet, vilket gjort honom till en av TFF:s främste poängspelare under flera år.

## Karriär
Jovanović har under långa delar av sin karriär spelat med den två år yngre brodern Daniel Jovanović. De spelade tidigare i IFK Malmö men gick inför säsongen 2009 till Trelleborgs FF. Han har även provspelat för Serie A-klubben Chievo Verona.
Den 10 februari 2012 förlängde han sitt kontakt med Trelleborg FF och skrev på ett nytt tvåårskontrakt. Han följde med klubben ner i söderettan och spelade en framträdande roll då TFF återvände till Superettan 2016. I november 2016 förlängde Jovanović sitt kontrakt i TFF med tre år.
Inför säsongen 2020 värvades Jovanović av division 2-klubben Österlen FF, där han skrev på ett treårskontrakt. Inför säsongen 2021 fick Jovanović en roll som spelande assisterande tränare i klubben. I november 2021 blev han tillfälligt huvudtränare i säsongens sista två matcher efter att Agim Sopi fått lämna klubben.
Inför säsongen 2023 gick Jovanović till division 5-klubben Heleneholms SK.